# Bóng đá tại Đại hội Thể thao Đông Nam Á 1977
Giải bóng đá tại Đại hội Thể thao Đông Nam Á 1977 diễn ra từ ngày 19 đến ngày 26 tháng 12 năm 1977 tại Kuala Lumpur, Malaysia. Đây là lần đầu tiên giải đấu mang tên Đại hội Thể thao Đông Nam Á.

## Địa điểm thi đấu
- Sân vận động Merdeka, Kuala Lumpur

## Các đội tuyển tham dự
- Brunei
- Miến Điện
- Indonesia
- Malaysia
- Philippines
- Singapore
- Thái Lan

## Giải đấu

### Vòng bảng
Bảy đội tuyển được chia thành hai bảng đấu vòng tròn 1 lượt chọn 2 đội xếp đầu vào bán kết.
|  | Đội bóng đi tiếp vào vòng trong |

#### Bảng A
| Đội         | ST | T | H | B | BT | BB | HS  | Đ |
| ----------- | -- | - | - | - | -- | -- | --- | - |
| Indonesia   | 3  | 2 | 1 | 0 | 7  | 2  | +5  | 5 |
| Malaysia    | 3  | 2 | 0 | 1 | 13 | 2  | +11 | 4 |
| Philippines | 3  | 1 | 1 | 1 | 5  | 7  | −2  | 3 |
| Brunei      | 3  | 0 | 0 | 3 | 1  | 15 | −14 | 0 |

| Malaysia       | 1–2      | Indonesia                           |
| -------------- | -------- | ----------------------------------- |
| Abdah Alif 88' | Chi tiết | Iswadi Idris 28' · Hadi Ismanto 82' |

| Philippines                  | 4–1      | Brunei          |
| ---------------------------- | -------- | --------------- |
| Benavidez 44', 52', 68', 70' | Chi tiết | Abdul Razak 10' |

| Malaysia                                                               | 5–0      | Philippines |
| ---------------------------------------------------------------------- | -------- | ----------- |
| Bakri Ibni 8' · Mokhtar Dahari 52', ?' · Isa Bakar 56' · Wan Rashid ?' | Chi tiết |             |

| Indonesia                              | 4–0      | Brunei |
| -------------------------------------- | -------- | ------ |
| Iswadi Idris ?', ?' · Andi Lala ?', ?' | Chi tiết |        |

| Philippines | 1–1      | Indonesia     |
| ----------- | -------- | ------------- |
| Veloso 90'  | Chi tiết | Andi Lala 30' |

| Malaysia | 7–0      | Brunei |
| --- | -------- | ------ |
| Mokhtar Dahari 1' · James Yaakub 35', 60', 57' (l.n.) · Wan Rashid 59' · James Wong 76' · Santokh Singh 90' | Chi tiết |        |

#### Bảng B
| Đội       | Số trận | Thắng | Hòa | Thua | Bàn thắng | Bàn thua | Hiệu số | Điểm |
| --------- | ------- | ----- | --- | ---- | --------- | -------- | ------- | ---- |
| Miến Điện | 2       | 2     | 0   | 0    | 8         | 1        | +7      | 4    |
| Thái Lan  | 2       | 1     | 0   | 1    | 2         | 3        | −1      | 2    |
| Singapore | 2       | 0     | 0   | 2    | 1         | 7        | −6      | 0    |

| Thái Lan                     | 2–0      | Singapore |
| ---------------------------- | -------- | --------- |
| Cherdsak 32' · Jesdaporn 72' | Chi tiết |           |

| Miến Điện                                                                                       | 5–1      | Singapore      |
| ----------------------------------------------------------------------------------------------- | -------- | -------------- |
| Than Win 17' · Maung Nyint Aung 40' · Aye Maung 50' (ph.đ.) · Maung Tin Win 67' · Soe Naing 86' | Chi tiết | Kwang Hock 73' |

| Thái Lan | 0–3      | Miến Điện                                           |
| -------- | -------- | --------------------------------------------------- |
|          | Chi tiết | Aye Maung 15' · Soe Naing 35' · Maung Maung Tin 74' |

### Vòng đấu loại trực tiếp
Nhánh đấu
|  | Bán kết     | Bán kết  |               |   | Chung kết | Chung kết |
|  |             |          |               |   |           |           |
|  | 25 tháng 11 |          |               |   |           |           |
|  |             |          |               |   |           |           |
|  | Thái Lan    | 1        |               |   |           |           |
|  | Thái Lan    | 1        | 26 tháng 11   |   |           |           |
|  | Indonesia   | 1        |               |   |           |           |
|  | Indonesia   | 1        | Thái Lan      | 0 |           |           |
|  | 25 tháng 11 |          | Thái Lan      | 0 |           |           |
|  |             | Malaysia | 2             |   |           |           |
|  | Malaysia    | Malaysia | 2             | 9 |           |           |
|  | Malaysia    |          |               | 9 |           |           |
|  | Miến Điện   | 1        |               |   |           |           |
|  | Miến Điện   | 1        | Tranh hạng ba |   |           |           |
|  |             |          |               |   |           |           |
|  | 26 tháng 11 |          |               |   |           |           |
|  |             |          |               |   |           |           |
|  | Miến Điện   |          |               |   |           |           |
|  |             |          |               |   |           |           |
|  | Indonesia   |          |               |   |           |           |

#### Bán kết
| Indonesia | 0–2                 | Thái Lan |
| --------- | ------------------- | -------- |
|           | Báo cáo 1 Báo cáo 2 |          |

| Malaysia                                                                                            | 9–1      | Miến Điện             |
| --------------------------------------------------------------------------------------------------- | -------- | --------------------- |
| James Wong 2' · Mokhtar Dahari 8', 29' (ph.đ.), 39', 86', 88' · Isa Bakar 56', 62' · Bakri Ibni 83' | Chi tiết | Aye Maung 42' (ph.đ.) |

#### Tranh huy chương đồng
| Miến Điện | 2–0 | Indonesia |
| --------- | --- | --------- |
|           |     |           |

#### Tranh huy chương vàng
| Malaysia                            | 2–0      | Thái Lan |
| ----------------------------------- | -------- | -------- |
| Bakri Ibni 11' · Mokhtar Dahari 68' | Chi tiết |          |

## Nhà vô địch
| Vô địch Bóng đá nam SEA Games 1977 Malaysia Lần thứ hai |

## Bảng xếp hạng chung cuộc
| VT | Đội          | ST | T | H | B | BT | BB | HS  | Đ | Kết quả cuối cùng   |
| -- | ------------ | -- | - | - | - | -- | -- | --- | - | ------------------- |
| 1  | Malaysia (H) | 5  | 4 | 0 | 1 | 24 | 3  | +21 | 8 | Huy chương vàng     |
| 2  | Thái Lan     | 4  | 2 | 0 | 2 | 4  | 5  | −1  | 4 | Huy chương bạc      |
| 3  | Miến Điện    | 4  | 3 | 0 | 1 | 11 | 10 | +1  | 6 | Huy chương đồng     |
| 4  | Indonesia    | 5  | 2 | 1 | 2 | 7  | 6  | +1  | 5 | Hạng tư             |
|    |              |    |   |   |   |    |    |     |   |                     |
| 5  | Philippines  | 3  | 1 | 1 | 1 | 5  | 7  | −2  | 3 | Bị loại ở vòng bảng |
| 6  | Singapore    | 2  | 0 | 0 | 2 | 1  | 7  | −6  | 0 | Bị loại ở vòng bảng |
| 7  | Brunei       | 3  | 0 | 0 | 3 | 1  | 15 | −14 | 0 | Bị loại ở vòng bảng |

## Bảng huy chương
| Vàng     | Bạc      | Đồng      |
| -------- | -------- | --------- |
| Malaysia | Thái Lan | Miến Điện |

| Nội dung    | Vàng | Bạc | Đồng |
| ----------- | --- | --- | --- |
| Bóng đá nam | Malaysia · R. Arumugam · Abdul Rashid bin Hassan · Yahya bin Yusof · Soh Chin Aun · Santokh Singh · Nik Pauzi · Reduan Abdullah · Abdah Alif · Shukor Salleh · Yip Chee Keong · Bakri Ibni · Isa Bakar · Wan Rashid · James Wong · Mokhtar Dahari · Jamal Nasir · D. Davendran · Wong Hung Nung · Abdullah Ali · James Jaacob | Thái Lan · Chaiwat Prommon · Navy Sukying · Kitichai Laokerkoonpong · Supaleuk Chivabutr · Chainoi Songkhroh · Surasakdi Tantadilok · Niwat Srisawat · Chamreon Khamnil · Sithipon Pongsri · Jesdapon Napatalung · Cherdsak Chaibutr · Weerayudth Swasdi · Surin Khem Ngern · Daoyod Dara · Preecha Kijboon · Sompon Janyavisutr · Manus Ratanatisoi · Pichai Kongsri · Chumpon Keungroong · Vitachai Ataporn · Amyiat Chalermchavalit · Chamreon Kanato | Miến Điện · Maung Maung Myint · Khin Maung Win · Han Tun · Maung Maung Tin · Than Htiak · Myo Nyunt · Myint Aung Hlaing · Thein Tun · Myint Swe · Aye Maung · Pauk Si · Myint Soe · Tin Shwe · Than Win · Soe Naing · Mya Kyaing · Tin Win · Myo Thein · Thein Aung · Tin Myint |